# Lois Roden
Lois Roden (2 settembre 1905 – 1º maggio 1986) è stata una religiosa statunitense. È stata la presidente dei Davidiani (Branch Davidians in inglese), una setta apocalittica cristiana avventista, che il marito, Benjamin Roden, ha fondato in Texas nel 1955 come una successione al movimento guidato da Victor Houteff Shepherd's Rod (La Verga del Pastore), a sua volta una secessione dalla Chiesa cristiana avventista del settimo giorno.

## Biografia
Contemporanea con la nascita movimento femminista degli anni 1970, Lois Roden ha affermato che le donne, come gli uomini, sono state create a perfetta immagine e somiglianza di Dio, e che in tal modo esse rivestono una posizione di co-dominio con l'uomo in tutte le cose. Ha apertamente condiviso questo concetto con i membri dei Davidiani dal 1973, nonostante qualche resistenza all'interno della setta. Nel 1977, un anno prima della morte di Benjamin Roden, Lois ha detto di aver ricevuto una visione della persona dello Spirito Santo, simboleggiato da un femminile angelo scintillante d'argento. Ha affermato come prova le sue idee che la parola ebraica per spirito (ruach) è femminile, e che gli ebrei considerano il concetto di Spirito Santo e Presenza Divina (Shekhinah: entrambi sono "femminili" parole in ebraico) sono la stessa identica cosa. (Anche se il giudaismo non sottoscrive alcun concetto di Sua Personalità individuale, l'aspetto femminile dello Spirito Santo è una caratteristica molto importante nella Kabbalah).
Dal 1977 fino alla morte del marito Benjamin nel 1978, Lois Roden è stata la co-presidente dei Davidiani con lui. Quando Benjamin Roden morì, Lois è rimasta come unica ed indiscussa legittima presidente fino alla sua morte avvenuta nel 1986. All'inizio della sua presidenza la sua guida è stata contestata da suo figlio, George Roden, e più tardi (alla fine del 1983) contestata duramente da Vernon Howell alias David Koresh. Entrambi gli sfidanti si allontanarono come sostenitori della congregazione fondando due fazioni nemiche che arrivarono all'uso delle armi e della violenza per il possesso del ranch sede della setta. Prima che David Koresh contestasse duramente la sua leadership nei Davidiani, alla fine degli anni '70 lui stesso e Lois Roden (che all'epoca aveva più di sessant'anni), hanno avuto una relazione, che David Koresh ha giustificato sostenendo che Dio lo aveva scelto per concepire un figlio con lei, che sarebbe stato il Prescelto.
Nel 1979, insieme con la pubblicazione di molti scritti, Lois Roden ha iniziato a pubblicare una rivista intitolata Shekhinah. La rivista ha esplorato in maniera approfondita tutti i temi dell'aspetto femminile della divinità ed il ruolo delle donne nel ministero della Chiesa. La rivista Shekhinah rivista conteneva molti commentari di Lois Roden, nonché ristampe di articoli di notizie ed estratti di pubblicazioni da una varietà di fonti cristiane, ebraiche, e da altre fonti che hanno affrontato con rilevanza il posto delle donne nel mondo della religione. Lois Roden ha ricevuto molti premi ed onorificenze per la sua rivista da parte di vari gruppi religiosi e singoli individui.
Anche se Lois Roden ricevuto un grande sostegno per il suo lavoro per quanto riguarda la posizione delle donne e i diritti di uguaglianza sulla terra come in cielo, ha anche ricevuto l'opposizione pesante da parte di ministeri a prevalenza maschile. Alcuni dei più forti oppositori sono stati quei membri della Chiesa cristiana avventista del settimo giorno che hanno lasciato la sua guida per seguire quella di David Koresh e dei Davidiani. Uno dei suoi insegnamenti unici è che Lois Roden sostenere con vigore e passione il suo messaggio di uno Spirito Santo interamente femminile. All'inizio del 1983, il centro per le di pubblicazioni dei Davidiani fu distrutto da un incendio. Secondo quanto riferito, David Koresh in seguito ammise di aver appiccato il fuoco al fine di fermare il lavoro di Lois Roden in quanto era apertamente ostile alla divulgazione del messaggio di uno Spirito Santo interamente femminile. Fino ad oggi, i seguaci di David Koresh hanno rispettato il suo insegnamento in tal senso e si sono astenuti da qualsiasi ripubblicazione degli insegnamenti di Lois Roden se non quelli di critica ostile, non distribuendo nulla della sua letteratura rimanente; lo stesso vale per quanto riguarda la letteratura del marito di Lois, Benjamin Roden.